# 2012年核安全峰會
2012年核安全峰會（英語：2012 Nuclear Security Summit）于2012年3月26日至27日在南韓首爾國際會議暨展示中心举行，是2010年核安全峰會的後續會議。本届峰会共有美国、中国、俄罗斯、英国、法国等53个国家的领导人或代表，以及联合国、国际原子能机构、國際刑警和欧盟4個国际组织的负责人参加。是次峰會主要圍繞防範核恐怖主義活動、確保核材料與核設施安全、打擊核材料走私等問題，兩日的會議結束後，與會者通過《首爾公報》，內容包括裁減核武原料的庫存、 銷毀高濃縮鈾和鈈或採用民用低濃縮鈾替代的計畫， 防範核恐 怖威脅、擴大對核能設施的防護強度及預防放射性物質非法交易等。下次會議將於2014年於荷蘭舉行。

## 外部連結
- 官方网站
- After the Summit: Investing in Nuclear Materials Security（页面存档备份，存于） by Christopher P. Twomey (April 2012)
- 2012 Nuclear Security Summit: The Korean Twist（页面存档备份，存于） by Duyeon Kim (September 2011)
- 2012 Nuclear Security Summit and South Korean Nuclear Interests by Fred McGoldrick (March 2012)
- From Washington to Seoul: Advancing Nuclear Security Objectives by Olexander Motsyk(May 2012)

| 前任： 华盛顿 | 核安全峰会 首尔 2012 | 繼任： 海牙 |